# Február 19.
Február 19. az év 50. napja a Gergely-naptár szerint. Az évből még 315 (szökőévekben 316) nap van hátra.
Névnapok: Zsuzsanna + Anda, Anna, Borbás, Buda, Eija, Eliza, Elizabet, Göncöl, Kaba, Kabos, Konor, Konrád, Kunó, Kurt, Kürt, Manszvét, Manszvéta, Oszvald, Ozsvát, Szanna, Zámor, Zsanka, Zsanna, Zsazsa, Zsuzsa, Zsuzsánna, Zsuzska

## Események

### Politikai események
- 1913 – A nők egyenjogúságáért küzdő szüfrazsett mozgalom tagjai felrobbantják Lloyd George brit miniszterelnök vidéki házát.
- 1955 – Létrejön a Délkelet-ázsiai Szerződés Szervezete, a SEATO.[1]
- 2008 – Fidel Castro lemond a kubai államtanács elnöki (államfői) tisztségéről.

### Tudományos és gazdasági események
- 1878 – Thomas Alva Edison megkapja a szabadalmi védelmet a fonográf (hangíró) nevű készülékre.
- 1976 – Az Egyesült Államok fellövi a tengerhajózás távközlését szolgáló Marisat–1 nevű műholdat.
- 1986 – A Szovjetunió elindítja a Mir űrállomás első elemét.

### Kulturális események
- 2003 – Elindul a litván Wikipédia.

#### Irodalmi, színházi és filmes események
- 1959-ben ezen a napon nyitották meg az Ódry Színpadot Budapesten, a VIII. kerületben a Vas utca 2/c. szám alatt.

#### Zenei események
- 1929 – Bartók Béla III. vonósnégyesének premierje.

## Születések
- 1473 – Kopernikusz lengyel születésű asztrológus, csillagász, matematikus, közgazdász († 1543)
- 1743 – Luigi Boccherini olasz zeneszerző és virtuóz csellista († 1805)
- 1780 – Esterházy Alajos alezredes, kamarás és mecénás († 1868)
- 1785 – Szemere Pál magyar költő, az MTA tagja († 1861)
- 1803 – Hieronymi Ottó Ferenc magyar vasútmérnök, 1848–49-es szabadságharcban honvéd hadmérnök († 1850)
- 1817 – Kossuth Zsuzsanna az 1848–49-es szabadságharcban a tábori kórházak főápolónője, Kossuth Lajos húga († 1854)
- 1833 – Élie Ducommun, Nobel-békedíjas svájci író, szerkesztő, fordító, békeaktívista († 1906)
- 1859 – Svante August Arrhenius svéd kémikus († 1927)
- 1863 – Axel Thue norvég matematikus († 1922)
- 1865 – Sven Hedin svéd földrajztudós, térképész, felfedező, író († 1952)
- 1899 – Kner Albert nyomdász, grafikus († 1976)
- 1901 – Vértesy József olimpiai bajnok vízilabdázó († 1983)
- 1910 – Jan Reychman lengyel orientalista, hungarológus, történész († 1975)
- 1913 – Balogh János Széchenyi-díjas magyar zoológus, ökológus, egyetemi tanár, a Magyar Tudományos Akadémia tagja († 2002)
- 1916 – Seregély Aladár magyar politikus, miniszterhelyettes († 1964)
- 1919 – Erik Lundgren svéd autóversenyző († 2002)
- 1921 – Ernie McCoy (Ernest McCoy) amerikai autóversenyző († 2001)
- 1923 – Giulio Cabianca olasz autóversenyző († 1961)
- 1924 – Lee Marvin Oscar-díjas amerikai színész († 1987)
- 1926 – Kurtág György kétszeres Kossuth-díjas magyar zeneszerző
- 1926 – Némethy Ferenc Jászai Mari- és Aase-díjas magyar színész, érdemes művész († 2003)
- 1927 – Hugo Portisch pozsonyi születésű osztrák újságíró, televíziós műsorvezető († 2021)
- 1929 – Litván György Széchenyi-díjas magyar történész († 2006)
- 1930 – John Frankenheimer amerikai filmrendező, producer († 2002)
- 1937 – Klim Csurjumov szovjet-ukrán csillagász († 2016)
- 1940 – Saparmyrat Nyýazow Türkmenisztán elnöke († 2006)
- 1941 – David Jonathan Gross Nobel-díjas amerikai fizikus
- 1941 – Lestyán Katalin magyar színésznő
- 1942 – Dr. Móczár István magyar orvos, író, Atlantisz-kutató
- 1948 – Tony Iommi, a Black Sabbath gitárosa
- 1949 – Verőci Zsuzsa magyar sakkozó, nemzetközi nagymester
- 1952 – Danilo Türk szlovén államfő
- 1952 – Stephen South (Stephen Reginald South) brit autóversenyző
- 1955 – Jeff Daniels amerikai színész
- 1955 – Jurij Avramovics Bajdak, ukrán pilóta, katonatiszt, az Ukrán Légierő parancsnoka
- 1957 – Falco (er. Johann Hölzel) osztrák énekes, popsztár († 1998)
- 1957 – Ray Winstone (er. Raymond Andrew Winstone) angol színész
- 1961 – Andy Wallace brit autóversenyző
- 1963 – Seal nigériai–brazil származású, brit soul és R&B énekes, dalszerző
- 1964 – Spolarics Andrea Jászai Mari- és Aase-díjas magyar színésznő
- 1967 – Monserrate Rafael del Toro Sánchez Oscar-díjas és Golden Globe-díjas Puerto Ricó-i színész és producer.
- 1968 – Lukács László a Tankcsapda együttes alapítója, frontembere, énekes-basszusgitárosa
- 1972 – Lauro de Giotto magyar pornószínész
- 1975 – Lázár János magyar politikus, államtitkár, miniszter
- 1977 – Vittorio Grigolo olasz operaénekes (tenor)
- 1977 – Teo Đogaš horvát vízilabdázó
- 1982 – Steiner Kristóf magyar színész, műsorvezető
- 1982 – Camelia Potec román úszónő
- 1983 – Molnár Mariann magyar színésznő
- 1990 – Jurij Kunakov orosz műugró
- 1993 – Victoria Justice amerikai énekesnő, színésznő
- 2004  – Millie Bobby Brown brit színésznő

## Halálozások

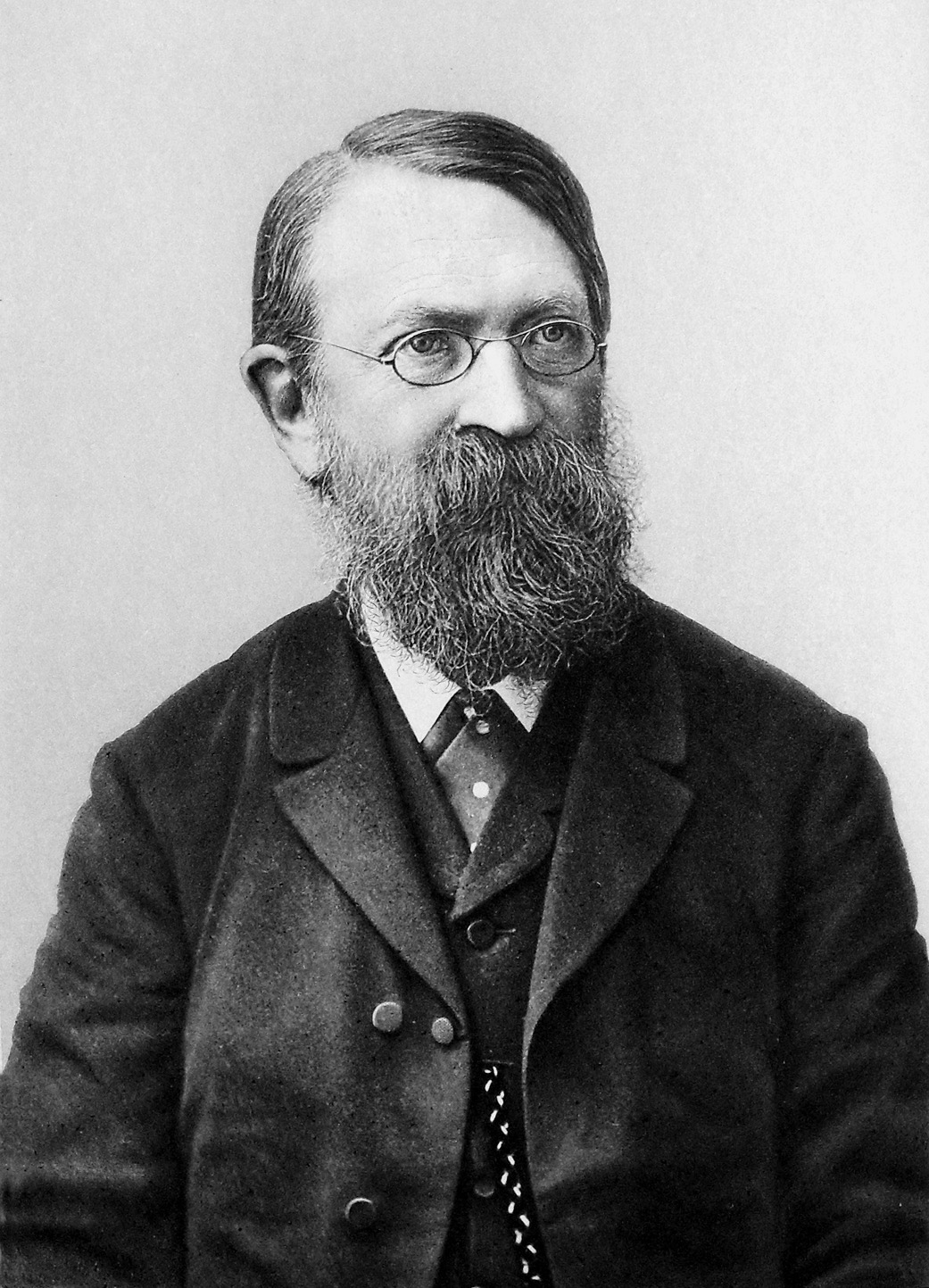
Ernst Mach

- 197 – Clodius Albinus római császár (* cc. 150)
- 1790 – Jean-Baptiste Krumpholz cseh hárfás és zeneszerző (* 1742)
- 1823 – Mitterpacher Dániel Antal római katolikus püspök (* 1745)
- 1837 – Georg Büchner német drámaíró (* 1813)
- 1857 – Lacsny Miklós mezőgazdász, országgyűlési követ (* 1776)
- 1864 – Aranyi István evangélikus pap, tanár (* 1793)
- 1867 – István nádor (István Ferenc Viktor főherceg), József nádor fia (* 1817)
- 1873 – Vaszil Levszki bolgár forradalmár, nemzeti hős. (* 1837)
- 1916 – Ernst Mach morvaországi osztrák fizikus, filozófus, a Mach-szám névadója (* 1838)
- 1935 – Csárics József horvát származású vendvidéki plébános, a Szlovenszka krajina tervezetének egyik kidolgozója (* 1866)
- 1942 – Bárány Dezső aranykoszorús hegedűkészítő mester (* 1871)
- 1951 – André Gide Nobel-díjas francia író, esszéista (* 1869)
- 1951 – Geoff Ansell brit autóversenyző (* 191)
- 1952 – Knut Hamsun Nobel-díjas norvég író (* 1859)
- 1970 – Révay József magyar író, irodalomtörténész, műfordító, klasszika-filológus, egyetemi tanár, Baumgarten-díjas (* 1881)
- 1975 – Luigi Dallapiccola olasz zongoraművész és zeneszerző (* 1904)
- 1980 – Bon Scott az „AC/DC” együttes énekese (* 1946)
- 1986 – Adolfo Celi olasz színész (* 1922)
- 1988 – André Frédéric Cournand Nobel-díjas francia orvos, fiziológus (* 1895)
- 1989 – Kálmán György Kossuth-díjas magyar színész (* 1925)
- 1992 – Domokos Pál Péter magyar etnográfus (* 1901)
- 1994 – Derek Jarman angol rendező (* 1942)
- 1996 – Antonio Creus (Antonio Creus y Rubín de Celis) spanyol autóversenyző (* 1924)
- 1997 – Teng Hsziao-ping kínai kommunista forradalmár, politikus, pártvezető (* 1904)
- 2000 – Friedensreich Hundertwasser (er. Friedrich Stowasser) osztrák festőművész, műépítész (* 1928)
- 2001 – Stanley Kramer amerikai filmrendező, producer (* 1913)
- 2014 – Olsvai Imre zeneszerző, népzenekutató (* 1931)
- 2014 – Borbély Szilárd magyar költő, író, irodalomtörténész (* 1963)
- 2016 – Harper Lee alabamai születésű amerikai regényíró (* 1926)
- 2016 – Umberto Eco olasz író, filozófus (* 1932)
- 2019 – Karl Lagerfeld német divattervező (* 1933)
- 2020 – Pop Smoke amerikai rapper (* 1999)

## Ünnepek, emléknapok, világnapok
- Magyar ápolók napja[2]
- Bulgária: Vaszil Levszki-emléknap
- Nepál: a demokrácia napja[3]
- Türkmenisztán: a nemzeti zászló napja (1992-ben ezen a napon fogadták el)